# Saint-Remy-lez-Chimay
Saint-Remy-lez-Chimay è una frazione belga. Comune autonomo fino al 1977, divenne poi frazione di Chimay.